# Campionati del mondo di ciclismo su pista 1992
I Campionati del mondo di ciclismo su pista 1992 si svolsero a Valencia, in Spagna, dal 29 agosto al 2 settembre.

## Medagliere
| Posiz. | Nazione     | Oro | Argento | Bronzo | Totale |
| ------ | ----------- | --- | ------- | ------ | ------ |
| 1      | Svizzera    | 2   | 1       | 0      | 3      |
| 2      | Germania    | 2   | 0       | 0      | 2      |
| 3      | Stati Uniti | 1   | 0       | 1      | 2      |
| 4      | Paesi Bassi | 1   | 0       | 0      | 1      |
| 5      | Lituania    | 0   | 1       | 1      | 2      |
| 5      | Francia     | 0   | 1       | 1      | 2      |
| 7      | Australia   | 0   | 1       | 0      | 1      |
| 7      | Regno Unito | 0   | 1       | 0      | 1      |
| 7      | Danimarca   | 0   | 1       | 0      | 1      |
| 10     | Belgio      | 0   | 0       | 1      | 1      |
| 10     | Argentina   | 0   | 0       | 1      | 1      |
| 10     | Italia      | 0   | 0       | 1      | 1      |